# أندي مياموتو
أندي مياموتو (بالإنجليزية: Toshio Miyamoto)‏ هو لاعب كرة قاعدة أمريكي، ولد في 26 أبريل 1933 في ماوي في الولايات المتحدة.

## وصلات خارجية
- أندي مياموتو على موقع الدوري الياباني لكرة القاعدة (الإنجليزية)
- أندي مياموتو على موقعبيزبول رفرنس.كوم (الدوري الثانوي) (الإنجليزية)